# Цар-Калоян (город)
Цар-Калоян (болг. Цар Калоян) — город в Болгарии. Находится в Разградской области, входит в общину Цар-Калоян. Население составляет 3324 человека (2022).

## Политическая ситуация
Кмет (мэр) общины Цар-Калоян — Ахмед Реджебов Ахмедов (Движение за права и свободы (ДПС)) по результатам выборов в правление общины.